# Estación del Ferrocarril al Atlántico
La Estación del Ferrocarril al Atlántico es un edificio histórico ubicado en San José, Costa Rica. Es la estación terminal del Ferrocarril al Atlántico.

## Historia
Construida en 1908, fue la terminal principal de la que partía y a la que arribaba el ferrocarril que conecta San José, capital de Costa Rica, con la ciudad de Limón, el principal puerto del Caribe costarricense.
Se le considera un edificio emblemático de uno de los periodos históricos más relevantes de la historia de Costa Rica, como lo es la construcción del ferrocarril al Atlántico.
Declarado Patrimonio Arquitectónico de Costa Rica mediante decreto Nº 11664-C del 29 de julio de 1980.  
Funcionó como estación de ferrocarril hasta 1996, y reabrió en el 2011 cuando fue remozado por el Ministerio de Cultura y Juventud de Costa Rica para retomar sus funciones como terminal con la aparición del Tren Interurbano. 

## Arquitectura
El representativo inmueble combina arquitecturas de diversos tipos, entre los que figuran el victoriano, el neoclásico y el barroco, combinados con detalles modernistas.  

## Museo de Formas, Espacios y Sonidos
Entre 2002 y 2008 fue la sede del Museo de Formas, Espacios y Sonidos.